# Milledgeville (Tennessee)
Milledgeville es un pueblo ubicado en los condados de McNairy, Chester y Hardin en el estado estadounidense de Tennessee. En el Censo de 2010 tenía una población de 265 habitantes y una densidad poblacional de 63,71 personas por km².

## Geografía
Milledgeville se encuentra ubicado en las coordenadas 35°22′40″N 88°21′58″O / 35.37778, -88.36611. Según la Oficina del Censo de los Estados Unidos, Milledgeville tiene una superficie total de 4.16 km², de la cual 4.16 km² corresponden a tierra firme y (0%) 0 km² es agua.

## Demografía
Según el censo de 2010, había 265 personas residiendo en Milledgeville. La densidad de población era de 63,71 hab./km². De los 265 habitantes, Milledgeville estaba compuesto por el 93.58% blancos, el 2.64% eran afroamericanos, el 1.13% eran amerindios, el 0.38% eran asiáticos, el 0% eran isleños del Pacífico, el 0.75% eran de otras razas y el 1.51% pertenecían a dos o más razas. Del total de la población el 2.26% eran hispanos o latinos de cualquier raza.